# Dywizja Grigorija Kozłowskiego
Dywizja Grigorija Kozłowskiego - dywizja wojsk rosyjskich okresu połowy XVII wieku. Podczas kampanii cudnowskiej wojny polsko-rosyjskiej (1654–1667) dywizja wchodziła w skład armii pod dowództwem Wasyla Szeremietiewa, wojewody kijowskiego.
Liczyła 5400 żołnierzy. Obozowała pod Kotelnią, a następnie została pokonana w bitwie pod Cudnowem na Wołyniu (jesień 1660).

## Stan liczebny
- 4400 kawalerzystów
  - nadworna rota - ok. 200 ludzi
  - 31 sotni jazdy bojarskiej
  - 1100 rajtarii
- 1000 piechurów
  - regiment piechoty cudzoziemskiej